# Rinus Michels
Marinus Jacobus Hendricus «Rinus» Michels (Ámsterdam, 9 de febrero de 1928-Aalst, Flandes, 3 de marzo de 2005) fue un futbolista y entrenador neerlandés. Su carrera como futbolista la realizó casi en su totalidad en el principal club de su ciudad, el Ajax, equipo en el que estuvo desde 1945 hasta 1958 y que más tarde dirigiría. También formó parte de la selección neerlandesa, a la cual también dirigió por primera vez en el Mundial de Alemania 1974 y en una segunda etapa a mediados de los años 80.
Michels se hizo más notable por sus logros como entrenador, habiendo ganado la Copa de Europa con el Ajax y la liga española con el Barcelona, la Copa del Rey y el partido de la Copa de Campeones de Ferias y habiendo tenido cuatro períodos como entrenador de la selección neerlandesa, lo que llevó a alcanzar el partido final de la Copa Mundial de la FIFA 1974 y para ganar el Campeonato de Europa de la UEFA 1988. Es uno de los tres únicos entrenadores en ser campeón de Europa de clubes y selecciones, junto a los españoles José Villalonga y Vicente del Bosque.
Es considerado como uno de los teóricos y estrategas más prominentes del fútbol europeo del siglo XX, ya que se le atribuye la invención de un estilo de juego de fútbol importante y un conjunto de tácticas conocidas como «fútbol total» en la década de 1970. Fue nombrado entrenador del siglo por la FIFA en 1999 y en 2007 fue el mejor entrenador de fútbol de la posguerra por The Times. En enero de 2017, Michels fue nombrado entre los diez mejores entrenadores desde la fundación de la UEFA en 1954.

## Trayectoria
Entre 1959 y 1960 jugó en un equipo amateur llamado Ámsterdam Zandvoortmeeuwen. Al retirarse decidió seguir vinculado al fútbol desde los banquillos. En 1965 ya estaba dirigiendo al Ajax, en el que tuvo a su cargo a jugadores de la talla de Johan Cruyff y Johan Neeskens, a los que más tarde volvería a tener a sus órdenes en el FC Barcelona.
Sus mayores logros los consiguió con la selección neerlandesa, en la que inventó el llamado fútbol total y que pudo poner en práctica gracias a jugadores como Cruyff, Rensenbrink o Neeskens. Con la «naranja mecánica» logró el subcampeonato del Mundo en 1974 frente a Alemania. Más tarde, regresaría a la selección oranje para hacerla campeona de Europa en 1988 de la mano de Hans van Breukelen, Ronald Koeman, Frank Rijkaard, Marco van Basten y Ruud Gullit.
En el Barcelona consiguió dos títulos y un partido importante en las dos etapas en las que estuvo (1971-1975 y 1976-1978): el trofeo del partido de la Copa europea de campeones de Ferias, la Liga española y la Copa de España. Recientemente, Michels aún se mantenía ligado al mundo del fútbol como consejero de la KNVB, organización encargada de la Liga y de las cuestiones relacionadas con la selección neerlandesa. El 18 de febrero de 2005 fue operado de una válvula cardíaca en un hospital de Aalst (Bélgica). Ciertas complicaciones postoperatorias motivaron que no se pudiera recuperar y falleciera a los 77 años de edad. En el año 2007, Michels fue elegido el mejor técnico de la historia del fútbol por el diario The Times, por delante de otros importantes entrenadores como Matt Busby, Ernst Happel o Helenio Herrera.

## Clubes

### Como jugador
| Club              | País         | Año       |
| ----------------- | ------------ | --------- |
| Ajax de Ámsterdam | Países Bajos | 1946-1958 |

### Como entrenador
| Club                          | País           | Año       |
| ----------------------------- | -------------- | --------- |
| Asser Boys                    | Países Bajos   | 1953-1954 |
| JOS Amsterdam                 | Países Bajos   | 1960-1964 |
| AFC Amsterdam                 | Países Bajos   | 1964-1965 |
| Ajax de Ámsterdam             | Países Bajos   | 1965-1971 |
| F. C. Barcelona               | España         | 1971-1974 |
| Selección de los Países Bajos | Países Bajos   | 1974      |
| Ajax de Ámsterdam             | Países Bajos   | 1975-1976 |
| F. C. Barcelona               | España         | 1976-1978 |
| Los Angeles Aztecs            | Estados Unidos | 1979-1980 |
| 1. FC Colonia                 | Alemania       | 1980-1983 |
| Selección de los Países Bajos | Países Bajos   | 1984-1985 |
| Selección de los Países Bajos | Países Bajos   | 1986-1988 |
| Bayer 04 Leverkusen           | Alemania       | 1988-1989 |
| Selección de los Países Bajos | Países Bajos   | 1990-1992 |

## Palmarés

### Como jugador
| Título     | Club              | País         | Año     |
| ---------- | ----------------- | ------------ | ------- |
| Eredivisie | Ajax de Ámsterdam | Países Bajos | 1946-47 |
| Eredivisie | Ajax de Ámsterdam | Países Bajos | 1956-57 |

### Como entrenador

#### Torneos nacionales
| Título            | Club              | País             | Año     |
| ----------------- | ----------------- | ---------------- | ------- |
| Eredivisie        | Ajax de Ámsterdam | Países Bajos     | 1965-66 |
| Eredivisie        | Ajax de Ámsterdam | Países Bajos     | 1966-67 |
| Copa Países Bajos | Ajax de Ámsterdam | Países Bajos     | 1966-67 |
| Eredivisie        | Ajax de Ámsterdam | Países Bajos     | 1967-68 |
| Eredivisie        | Ajax de Ámsterdam | Países Bajos     | 1969-70 |
| Copa Países Bajos | Ajax de Ámsterdam | Países Bajos     | 1969-70 |
| Copa Países Bajos | Ajax de Ámsterdam | Países Bajos     | 1970-71 |
| La Liga           | F. C. Barcelona   | España           | 1973-74 |
| Copa del Rey      | F. C. Barcelona   | España           | 1977-78 |
| Copa de Alemania  | 1. FC Colonia     | Alemania Federal | 1982-83 |

#### Torneos internacionales
| Título                      | Equipo                 | Sede             | Año     |
| --------------------------- | ---------------------- | ---------------- | ------- |
| Copa Intertoto de la UEFA   | Ajax                   | Sin sede fija    | 1968    |
| Copa Campeones Europa       | Ajax                   | Londres          | 1970-71 |
| Copa de Campeones de Ferias | F. C. Barcelona        | Barcelona        | 1971    |
| Eurocopa                    | Selección Países Bajos | Alemania Federal | 1988    |

#### Clasificaciones de los mejores entrenadores de todos los tiempos
| Premio          | Posición | Top 10 | Año  | Referencias         |
| --------------- | -------- | ------ | ---- | ------------------- |
| France Football | 1.º      | Sí     | 2019 | [ 6 ] [ 7 ] [ 8 ]   |
| World Soccer    | 2.º      | Sí     | 2013 | [ 9 ] [ 10 ] [ 8 ]  |
| ESPN            | 2.º      | Sí     | 2013 | [ 11 ] [ 12 ] [ 8 ] |